# Битва при Солигее
Битва при Солигее — сражение Пелопоннесской войны между коринфскими и афинским войсками.
Сразу же после возвращения Клеона из Пилоса Никий вместе с другими стратегами возглавил рейд в Коринфию. В этом походе приняла участие и пехота, и конница. Особенностью экспедиции было использование специально оборудованных кораблей для транспортировки отрядов конницы. Использование кавалерии имело определённую социальную направленность: афинские всадники, знатные аристократы, не принимали ранее участия в Пелопоннесской войне, так как стратегия Перикла не предполагала активных военных действий на суше, а теперь всадники получили возможность поучаствовать в военных действиях, что подтверждало важность конницы в военной стратегии Афин.
Афиняне нанесли поражение коринфянам возле Солигеи (др.-греч. Σολύγεια, лат. Solygea) у нынешнего села Галатакион, но при появлении более значительных коринфских сил они отступили на корабли. Затем афиняне разорили другую часть Коринфии и оставили гарнизон в Метане (неподалеку от Эпидавра). Этот афинский рейд был довольно успешным: в бою пало 212 коринфян и менее 50 афинян, была опустошена часть коринфских земель и оставлен гарнизон в Метане.